# Tatort: Ich sehe dich
Ich sehe dich ist ein Fernsehfilm aus der Krimireihe Tatort. Der vom Bayerischen Rundfunk produzierte Beitrag ist die 1307. Tatort-Episode und soll am 14. September 2025 im SRF, im ORF und im Ersten ausgestrahlt werden. Die fränkischen Ermittler ermittelt in ihrem elften Fall.

## Handlung
In der Flussaue bei Nürnberg wird die Leiche eines seit zwei Jahren vermissten Fahrradhändlers entdeckt. Obwohl als freundlich bekannt, hatte Andreas Schönfeld offenbar kaum soziale Kontakte. Kommissar Voss, erstmals ohne Partnerin Ringelhahn, ermittelt mit Unterstützung seines Teams – und sucht nach dem Motiv für den grausamen Mord.

## Hintergrund
Der Film wurde vom 6. November 2024 bis zum 5. Dezember 2025 in Nürnberg, Fürth und Umgebung gedreht.